# Дунай-Ипой

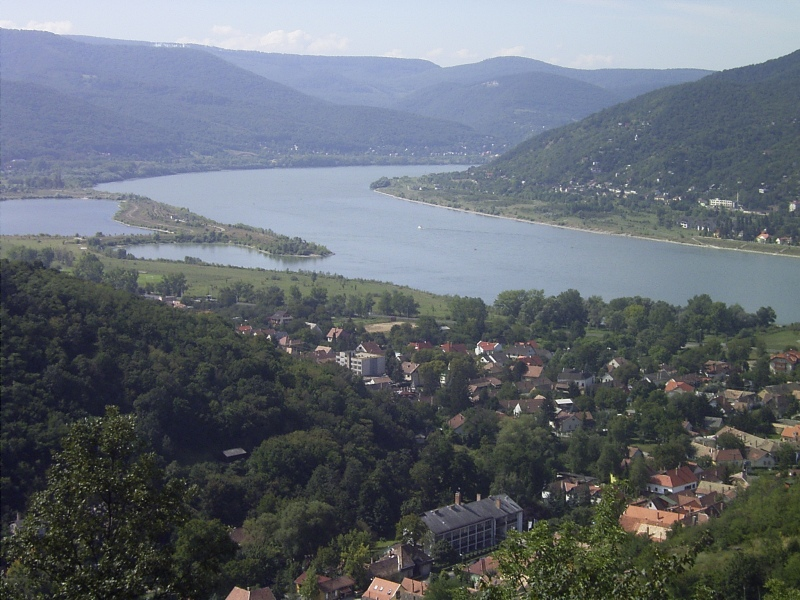
Излучина Дуная

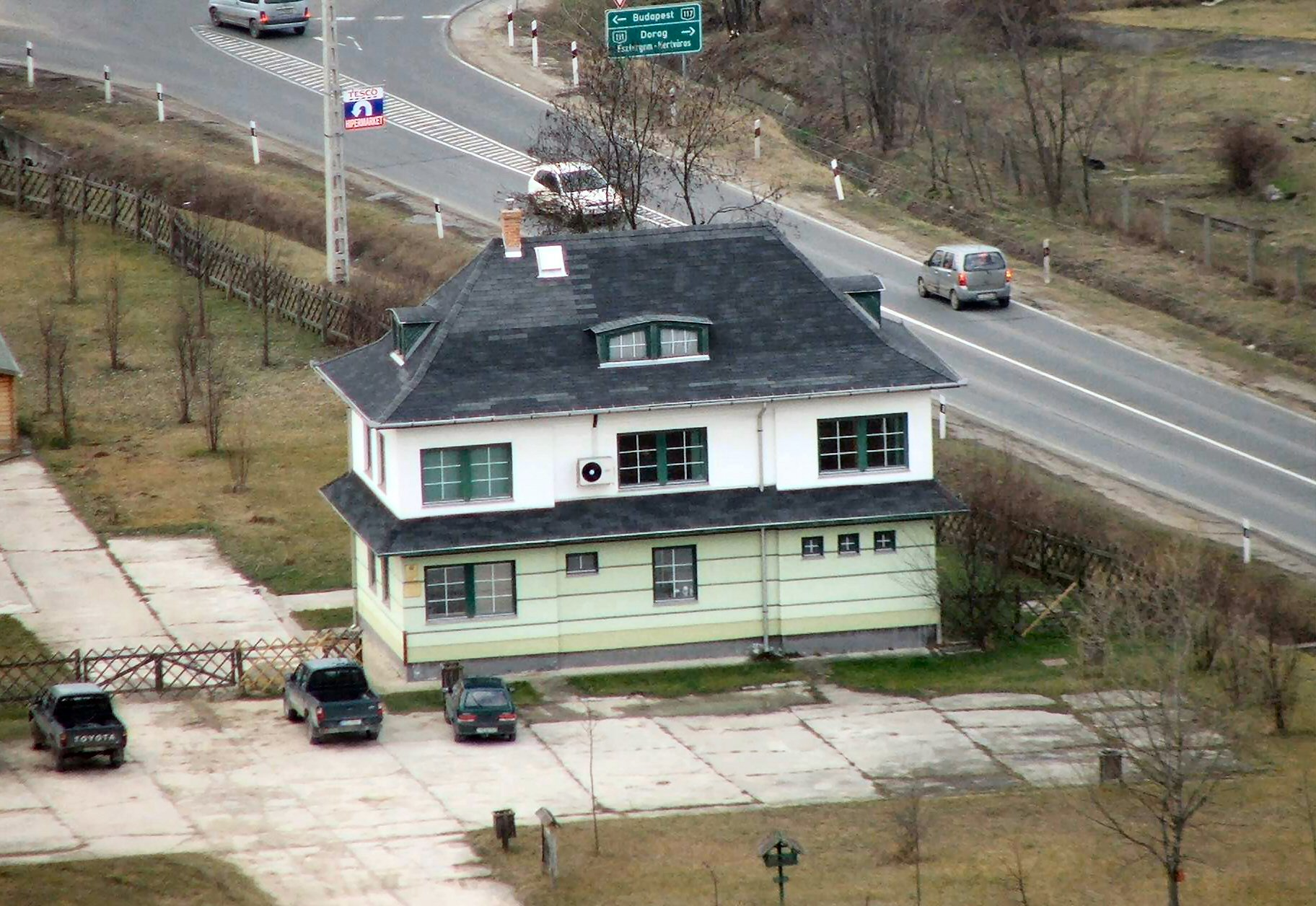
Здание дирекции парка в Эстергоме

Дунай-Ипой (венг. Duna-Ipoly Nemzeti Park) — национальный парк на севере Венгрии, к северу от Будапешта, на территории медье Комаром-Эстергом, Пешт и Ноград.
Площадь парка — 603,14 км², он второй по величине национальный парк Венгрии после Хортобади. Основан парк в 1997 году.
Территория парка покрывает большую часть гор Пилиш, Вишеградских гор и гор Бёржёнь, а также часть долины Дуная и его притока — реки Ипой (венг. Ipoly). Парк располагается по обоим берегам Дуная близ словацкой границы. Острова на Дунае между Будапештом и Эстергомом также входят в национальный парк.
Ландшафты парка разнообразны, включают в себя речные долины, горные массивы и обширные низменности. Происхождение горных хребтов вулканическое, они сложены магмовыми породами.
На территории парка произрастает 170 охраняемых видов растений, в том числе 10 особо охраняемых. В парке проложено несколько специальных учебных тропинок.

## Примечательные места

### Излучина Дуная
Располагается рядом с Вишеградом. Здесь Дунай прорывается между горами Бёржёнь и Вишеградским хребтом, образуя крутую излучину с островами и прибрежными пойменными лесами.

### Пещера Семпёхедьи
Как и большинство пещер региона имеет карстовое происхождение, образована в результате размывания известняка горячими термальными источниками. Пещерный воздух используется для лечения заболеваний дыхательных путей.